# Dalslandsturism
Dalslandsturism, av föreningen skrivet DalslandsTurism, är en ideell förening som bildades 2003 i samband med att Dalsland kanotmaraton + började planeras. Syftet med föreningen är att främja turistnäringen i Dalsland.